# 西豆村
西豆村（さいずむら）は静岡県の東部、君沢郡・田方郡に属していた村である。現在の伊豆市の駿河湾に面した地域の南部にあたる。

## 地理
- 岬：廻り崎（現恋人岬）

## 歴史
- 1889年（明治22年）4月1日 - 町村制の施行により、八木沢村、小下田村が合併して君沢郡西豆村が発足。
- 1896年（明治29年）4月1日 - 君沢郡・田方郡・賀茂郡の一部の区域をもって改めて田方郡が発足、所属郡が田方郡に変更。
- 1956年（昭和31年）9月30日 - 土肥町に編入。同日西豆村廃止。

## 名所・旧跡・観光スポット・祭事・催事
- 八木沢温泉